# Boris Koulaguine
Pour les articles homonymes, voir Koulaguine.
Boris Pavlovitch Koulaguine  - en russe : Борис Павлович Кулагин, et en anglais : Boris Kulagin (né le 31 décembre 1924 à Moscou - mort le 25 janvier 1988) était un joueur de hockey sur glace soviétique puis un entraîneur de l'équipe nationale.

## Carrière
Il joue pour le VVS Moscou du championnat soviétique en 1947-48. Il joue une quinzaine de matchs pour deux buts. Il jouera également au football et au bandy.
Il commence sa carrière d'entraîneur pour le HK CSKA Moscou en 1961 et reste entraîneur de l'équipe jusqu'en 1971. Il remporte de nombreuses fois le championnat soviétique et prend alors la direction des Krylia Sovetov Moscou pour cinq saisons. 
À partir de 1972, il est entraîneur adjoint de Vsevolod Bobrov pour l'équipe nationale et deux ans plus tard, il devient l'entraîneur principal de l'équipe pour trois nouvelles saisons. Il est également l'entraîneur adjoint soviétique lors de la Série du siècle.
En 1979, il prend la tête du HK Spartak Moscou pour cinq saisons.

## Palmarès

### Palmarès national
- 1974 - champion soviétique avec le Krylia Sovetov Moscou

### Palmarès international
Jeux olympiques d'hiver
- Médaille d'or : 1976

Championnat du monde
- Médaille d'or : 1973, 1974 et 1975

- Médailles d'argent : 1976

- Médaille de bronze : 1977